# Shaking limb syndrome
Shaking limb syndrome, zespół przejściowego drżenia kończyny, TIA objawiające się zrywaniami mięśniowymi kończyn (ang. limb-shaking TIA) – rzadki obraz kliniczny TIA, występuje w wyniku zwężenia tętnicy szyjnej wewnętrznej.

## Objawy
- drżenie zwykle trwa krótko poniżej kilku minut[1]
- drżenie 3–4 Hz, dotyczy jednostronnie dłoni, ramienia, kończyny dolnej; mięśnie twarzy nie są objęte
- może wystąpić kilka epizodów/dobę
- bez zaburzeń świadomości
- wywoływane ćwiczeniami, hiperwentylacją, pionizacją; ustępują po położeniu, siadaniu[2]
- zwykle występuje następczy niedowład[1]
- EEG – bez zmian

Leki przeciwpadaczkowe nie mają wpływu na przebieg.
Zwykle pacjenci mają wywiad TIA z tego samego kręgu unaczynienia